# 내조의 여왕 (텔레비전 프로그램)
《내조의 여왕》은 대한민국의 채널A의 예능 프로그램이다. 공통점을 가진 유명인의 아내를 초대해 내조의 비법과
부부의 비하인드를 듣는 토크쇼 프로그램이다.